# Saint-Nicolas-de-la-Haie
Saint-Nicolas-de-la-Haie là một xã thuộc tỉnh Seine-Maritime trong vùng Normandie miền bắc nước Pháp.

### Huy hiệu
| Arms of Saint-Nicolas-de-la-Haie | The arms of Saint-Nicolas-de-la-Haie are blazoned: Azure, on a pale Or between in bend 2 diamonds and in bend sinister 2 boars' heads argent, an abbatial crozier gules. |

## Dân số
| 1962                                            | 1968 | 1975 | 1982 | 1990 | 1999 | 2006 |
| ----------------------------------------------- | ---- | ---- | ---- | ---- | ---- | ---- |
| 171                                             | 178  | 176  | 268  | 348  | 379  | 408  |
| Starting in 1962: Population without duplicates |      |      |      |      |      |      |